# 제리 페라라
제리 페라라(Jerry Ferrara, 1979년 11월 25일 ~ )는 미국의 배우이다. 《안투라지》에서 터틀 역할을 맡아 연기했다.

## 작품 목록
- 설리: 허드슨강의 기적